# Josef Schubert
Josef Schubert (23. března 1826 – 13. prosince 1912) byl rakouský politik německé národnosti z Moravy; poslanec Moravského zemského sněmu.

## Biografie
Bydlel v Úsově, kde též působil jako starosta.
V 70. letech se zapojil i do vysoké politiky. V zemských volbách 1870 byl zvolen na Moravský zemský sněm, za kurii venkovských zemí, obvod Zábřeh, Mohelnice, Štíty. Mandát zde obhájil i v zemských volbách v září 1871 a zemských volbách v prosinci 1871. V roce 1870 se uvádí jako kandidát tzv. Ústavní strany, liberálně a centralisticky orientované.
Ještě před volbami do Říšské rady roku 1885 se uvádí jako člen volebního výboru Německé liberální strany.